# 沙拉 (圣经人物)
沙拉（希伯來語ארפכשד、英語Salah），天主教譯為“舍拉”，是聖經創世紀中一位人物，諾亞子孙，閃的後代，相傳為亚法撒的儿子，出處於聖經創世紀11章12節，犹大人的始祖之一。